# Зульц (Форарльберг)
Зульц (нем. Sulz) — коммуна (нем. Gemeinde) в Австрии, в федеральной земле Форарльберг. 
Входит в состав округа Фельдкирх. Площадь общины составляет 3,02 км², население — 2597 человек (1 января 2021), плотность населения — 858 чел./км². Официальный код  —  80420.

## Население
| Год  | Численность |
| ---- | ----------- |
| 1869 | 647         |
| 1889 | 650         |
| 1890 | 716         |
| 1900 | 793         |
| 1910 | 793         |
| 1923 | 730         |
| 1934 | 811         |
| 1939 | 822         |
| 1951 | 1002        |
| 1961 | 1232        |
| 1971 | 1884        |
| 1981 | 1952        |
| 1991 | 2123        |
| 2001 | 2189        |
| 2011 | 2375        |
| 2021 | 2597        |

## Политическая ситуация
Бургомистр коммуны — Карл Вучиц по результатам выборов 2005 года.
Совет представителей коммуны (нем. Gemeinderat) состоит из 21 места.